# Györgyi Géza (orvos)
Györgyi Géza (Budapest, 1900. február 26. – Budapest, 1975. augusztus 30.) magyar orvos, radiológus, egyetemi tanár.

## Életpályája
1920–1922 között a Pázmány Péter Tudományegyetem Élettani Intézetének gyakornoka volt. 1922–1924 között az I. sz. Kórbonctani Intézet gyakornoka volt. 1924–1934 között a III. sz. Belgyógyászati Klinika gyakornoka és egyetemi tanársegéde volt. 1925-ben diplomázott a budapesti Pázmány Péter Tudományegyetem orvostudományi karán. 1931–1934 között az Országos Társadalombiztosító Intézet (OTI) osztályvezető-helyettes orvosa volt. 1934–1944 között az Országos Tisztviselői Betegsegélyezési Alap (OTBA) Trefort utcai Rendelőintézetének főorvosa volt. 1942–1945 között a Magyar Orvosok Röntgen Egyesületének főtitkára volt. 1944-ben egyetemi magántanárrá habilitálták. 1944–1948 között az OTBA Kútvölgyi úti Kórháza osztályvezető főorvosa, valamint a Pázmány Péter Tudományegyetem magántanára volt. 1948–1950 között a Budapesti Orvostudományi Egyetem Ortopédiai Klinika Röntgenlaboratóriumának laboratóriumvezető főorvosa volt. 1950-ben kényszernyugdíjazták. 1950–1972 között budapesti rendelőintézetek nyugdíjas főorvosaként tevékenykedett. 1953–1961 között az egyetemi ortopédiai klinika röntgenlaboratóriumának vezetője volt. 1961–1971 között – nyugdíja mellett – rendelőintézetekben dolgozott.
Főleg a vastagbél kettős feltöltéses röntgendiagnosztikájával foglalkozott. Bevezette a „gócdózis” fogalmát a sugárkezelési technikába.

## Családja
Nagyapja, Györgyi Alajos (1821–1863) festőművész volt. Szülei: Györgyi Kálmán (1860–1930) művészettörténész és Gross Melanie (1863–1951) voltak. Féltestvére: Györgyi Dénes (1886–1961) építész és Györgyi Kálmán (1894–1978) tisztviselő, illetve Lindnerné Györgyi Margit (1887–1961) és Györgyi Laura (1888–1945). 1929. február 19-én, Budapesten házasságot kötött Zámor Magda Anna Teréziával (1907–1994). Gyermekei: Györgyi Géza (1930–1973) fizikus, Györgyi Kálmán (1939–2019) jogász, Györgyi Ferenc (1932–1997) mérnök, illetve Zimányiné Györgyi Magdolna (1934–2016) matematikus, Györgyi Erzsébet (1936–) etnográfus és Györgyi Teodóra (1947–) egészségpedagógus.
Sírja a Farkasréti temetőben található (43-2-21).

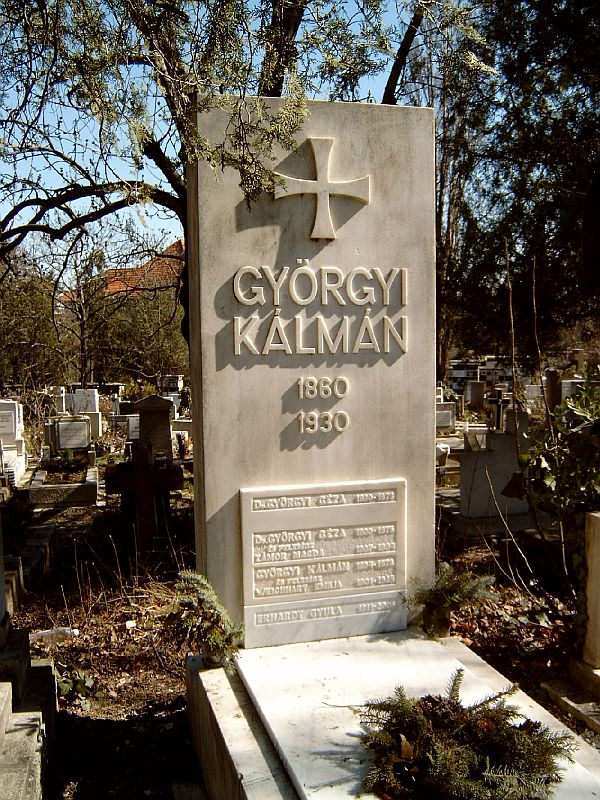
Sírja a Farkasréti temetőben (43-2-21).

## Művei
- Az intravénás pyelographia (Magyar Röntgen Közlöny, 1930)
- A bordák fejlődési rendellenességei (Magyar Röntgen Közlöny, 1931)
- A vastagbél alaki és helyzeti rendellenességei (Magyar Röntgen Közlöny, 1932)
- Fistula oesophageobronchialis (Orvosi Hetilap, 1932)
- A combinált bélvizsgálatok jelentősége az ileocoecális táji terimenagyobbodások elkülönítő kórisméjében (Magyar Röntgen Közlöny, 1933)
- Gastroscoppal ellenőrzött gyomor-reliefvizsgálatok, különös tekintettel a gastritisre (Magyar Belorvosok Egyesülete Munkálatai, 1940)
- A rákbetegség sugaras kezelésének javallatai (többekkel; Budapest, 1942)
- Az aortaisthmus stenosisa (Orvosi Hetilap, 1943. 28.)
- A mellkas röntgenvizsgálatának újabb módszerei (Orvosi Hetilap, 1944. 38.)
- Meszes léphez társuló gócos hasi elmeszesedés (Virányi Andrással; Orvosi Hetilap, 1950. 27.)
- Haemophiliás csontelváltozások (Magyar Radiológia, 1958)
- Osteopoikilia (Koncz Imrével; Traumatológiai és Orthopédiai Közlemények, 1958)
- Az occipito-cervicalis táj röntgenvizsgálatának jelentősége torticollis-caput obstipum esetén (Magyar Radiológia, 1962)
- Dysplasia fibrosa ossium (Barabás Csabával; Magyar Traumatológia, 1962).